# Good as I Been to You
Good as I Been to You é o vigésimo oitavo álbum de estúdio do cantor Bob Dylan, lançado a 3 de Novembro de 1992.
O disco é composto por canções inteiramente de sonoridade folk tradicional e covers, sendo igualmente o primeiro disco acústico desde  Another Side of Bob Dylan em 1964.
O disco atingiu o nº 51 da Billboard 200.

## Faixas
Todas as faixas arranjadas por Bob Dylan, exceto onde anotado
1. "Frankie & Albert" (Trad., arranj. por Mississippi John Hurt) – 3:50
2. "Jim Jones" (Trad., arran. por Mick Slocum) – 3:52
3. "Blackjack Davey" – 5:47
4. "Canadee-i-o" – 4:20
5. "Sittin' on Top of the World" – 4:27
6. "Little Maggie" – 2:52
7. "Hard Times" (Stephen Foster, arranj. por De Dannan) – 4:31
8. "Step It Up and Go" – 2:54
9. "Tomorrow Night" (Sam Coslow & Will Grosz) – 3:42
10. "Arthur McBride" (Trad., arranj. por Paul Brady) – 6:20
11. "You're Gonna Quit Me" – 2:46
12. "Diamond Joe" – 3:14
13. "Froggie Went A-Courtin'" – 6:26

## Créditos
- Bob Dylan - Vocal, guitarra, harmónica.